# Avbelj
Avbelj je priimek v Sloveniji, ki ga je po podatkih Statističnega urada Republike Slovenije na dan 1. januarja 2010 uporabljalo 524 oseb in je med vsemi priimki po pogostosti uporabe uvrščen na 562. mesto.

## Znani nosilci priimka
- Aleš Avbelj (*1969), jazz-glasbenik (basist, skladatelj, aranžer)
- Anamarija Avbelj, fotomodel
- Boštjan Avbelj (*1990), dirkač, reli-voznik
- Ela Dobnikar (r. Avbelj) (1916 - 1966), časopisno-založniška gospodarstvenica
- Eva Černe Avbelj (*1989), pevka
- Franc Avbelj - Lojko (1914 - 1991), narodni heroj
- Franc Avbelj, kemik
- Irena Avbelj (*1965), padalka
- Jožica Avbelj (*1951), igralka
- Lidija Avbelj, restavratorka
- Magdalena Avbelj Stefanija (1974 - 2024), pediatrinja
- Matej Avbelj (*1980), pravnik, profesor in dekan FDŠ; jadralec
- Nejc Avbelj (*1989), glasbenik violinist in pravnik
- Pavle Avbelj (1910 - 1996), politik?
- Peter Avbelj (*1972), zgodovinar, direktor zavoda Bogenšperk
- Viktor Avbelj - Rudi (1914 - 1993), partizanski komisar, narodni heroj, politik
- Stanislava Avbelj, pravnica
- Tomaž Avbelj (*1991), nogometaš